# غيرموند لارسن
غيرموند لارسن (بالنرويجية البوكمول: Gjermund Larsen)‏ هو موسيقي وملحن نرويجي، ولد في 29 يوليو 1981 في Verdal Municipality ‏ في النرويج.

## وصلات خارجية
- غيرموند لارسن على موقع ميوزك برينز (الإنجليزية)
- غيرموند لارسن على موقع أول ميوزيك (الإنجليزية)
- غيرموند لارسن على موقع ديسكوغز (الإنجليزية)